# Messor incorruptus
Messor incorruptus är en myrart som beskrevs av Kuznetsov-ugamsky 1929. Messor incorruptus ingår i släktet Messor och familjen myror. Inga underarter finns listade i Catalogue of Life.